# Gérard Landry
Gérard Landry, pseudonimo di Landry Fernand Charles Marrier de Lagatinerie (Buenos Aires, 16 ottobre 1912 – Nizza, 18 settembre 1999), è stato un attore argentino naturalizzato francese.

## Biografia
Nacque da Bernard Marrier e da Simone Albert De Laichar.
Iniziò la sua carriera da attore nel 1932 nel film Miraggi di Parigi, e la intraprese con una certa regolarità a partire dal 1937. Nella sua carriera cinquantennale, è apparso in oltre novanta film diretto da registi tra cui Jean Renoir, Marcel L'Herbier, Abel Gance, Maurice Tourneur e diversi altri. In Trapezio di Carol Reed recitò a fianco di Burt Lancaster, Tony Curtis e Gina Lollobrigida. Dal 1953 comparve con una certa continuità nel cinema italiano e durante gli anni '60 e '70 ebbe molti ruoli secondari in film d'avventura e spionistici, ma anche brillanti come in ...continuavano a chiamarlo Trinità con Bud Spencer e Terence Hill.
Nel suo primo matrimonio, avvenuto nel 1951, fu sposato con l'attrice Jacqueline Porel; il figlio Marc Porel seguì le orme dei suoi genitori. Era il nonno dell'attrice Bérengère de Lagatinerie. La sua seconda moglie era l'attrice Janine Darcey, in precedenza legata a Serge Reggiani. È morto all'età di 86 anni a Nizza, in Francia.

## Filmografia

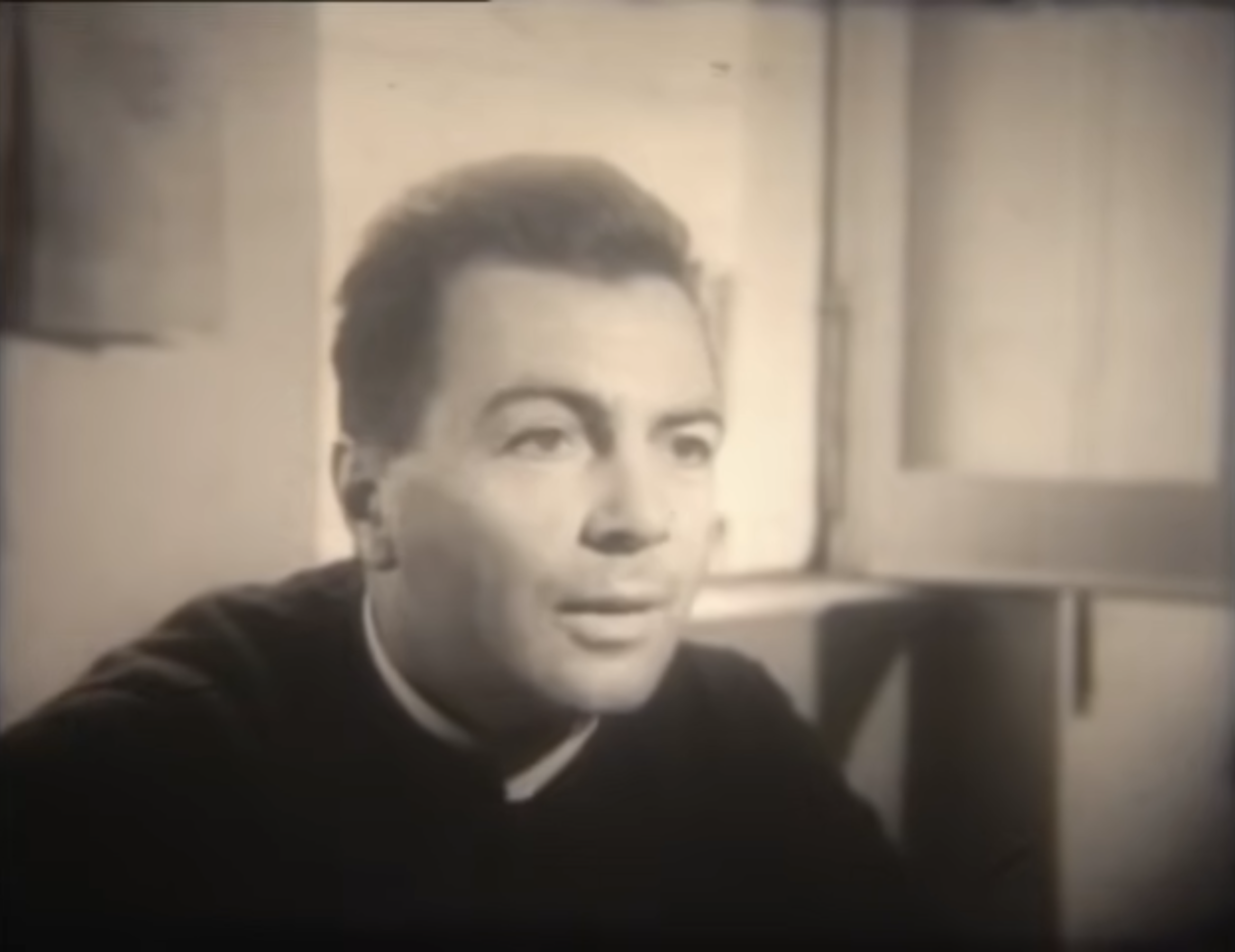
Gérard Landry nel film Solo Dio mi fermerà (1957)

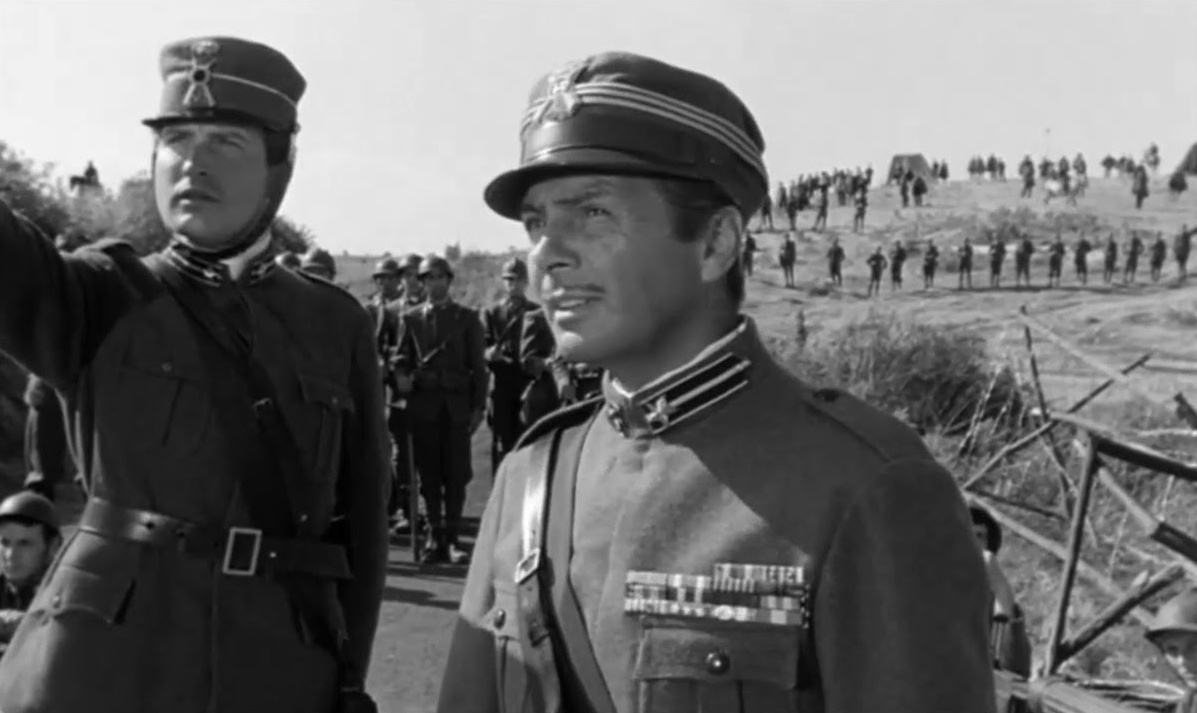
Gerard Landry nel film La marcia su Roma (1962)

### Cinema
- Miraggi di Parigi (Mirages de Paris), regia di Fedor Ozep (1932)
- Coups de roulis, regia di Jean de La Cour (1932)
- Rocambole, regia di Gabriel Rosca (1933)
- L'Épervier, regia di Marcel L'Herbier (1933)
- Una parigina in provincia (Ces dames aux chapeaux verts), regia di Maurice Cloche (1937)
- Chéri-Bibi l'evaso (Chéri-Bibi), regia di Léon Mathot (1938)
- L'angelo del male (La Bête humaine), regia di Jean Renoir (1938)
- Notte fatale (Le Patriote), regia di Maurice Tourneur (1938)
- Entente cordiale, regia di Marcel L'Herbier (1939)
- Nord-Atlantique, regia di Maurice Cloche (1939)
- Paradis perdu, regia di Abel Gance (1940)
- Vénus aveugle, regia di Abel Gance (1940)
- Les Hommes sans peur, regia di Yvan Noé (1941)
- Cap au large, regia di Jean-Paul Paulin (1942)
- La Belle Vie, regia di Robert Bibal (1943) mediometraggio
- Béatrice devant le désir, regia di Jean de Marguenat (1943)
- Le mort ne reçoit plus, regia di Jean Tarride (1943)
- Lunegarde, regia di Marc Allégret (1946)
- Barry, regia di Richard Pottier (1948)
- La nuit s'achève, regia di Pierre Méré (1949)
- Le 84 prend des vacances, regia di Léo Joannon (1949)
- Autour d'une collection, regia di Jean-Claude Huisman (1949) cortometraggio
- Casabianca, regia di Georges Péclet (1950)
- Night Without Stars, regia di Anthony Pelissier (1950)
- Desiderio e amore (Le Désir et l'Amour), regia di Henri Decoin (1951)
- Une enfant dans la tourmente, regia di Jean Gourguet (1951)
- Sérénade au bourreau, regia di Jean Stelli (1951)
- Gli amanti di Toledo (Les Amants de Tolède), regia di Henri Decoin (1952)
- La Caraque blonde, regia di Jacqueline Audry (1952)
- Le Club des 400 coups, regia di Jacques Daroy (1952)
- L'Étrange Amazone, regia di Jean Vallée (1953)
- L'Esclave, regia di Yves Ciampi (1953)
- La Fille perdue, regia di Jean Gourguet (1953)
- Musoduro, regia di Giuseppe Bennati (1953)
- Canzone appassionata, regia di Giorgio Simonelli (1953)
- Cento serenate, regia di Anton Giulio Majano (1954)
- Tua per la vita, regia di Sergio Grieco (1955)
- Rigoletto e la sua tragedia, regia di Flavio Calzavara (1955)
- La rivale, regia di Anton Giulio Majano (1955)
- Giovanni dalle Bande Nere, regia di Sergio Grieco (1956)
- Kean - Genio e sregolatezza, regia di Vittorio Gassman e Francesco Rosi (1956)
- Lo spadaccino misterioso, regia di Sergio Grieco (1956)
- Trapezio (Trapeze), regia di Carol Reed (1956)
- Il diavolo nero, regia di Sergio Grieco (1957)
- Solo Dio mi fermerà, regia di Renato Polselli (1957)
- Orizzonte infuocato, regia di Roberto Bianchi Montero (1957)
- La morte viene dallo spazio, regia di Paolo Heusch (1958)
- Il cavaliere senza terra, regia di Giacomo Gentilomo (1958)
- Il pirata dello sparviero nero, regia di Sergio Grieco (1958)
- Avventura in città, regia di Roberto Savarese (1958)
- L'arciere nero, regia di Piero Pierotti (1959)
- I Reali di Francia, regia di Mario Costa (1959)
- Jovanka e le altre (5 Branded Women), regia di Martin Ritt (1960)
- Caccia al marito, regia di Marino Girolami (1960)
- Caravan petrol, regia di Mario Amendola (1960)
- Esecuzione in massa (The Enemy General), regia di George Sherman (1960)
- Il cavaliere dai cento volti, regia di Pino Mercanti (1960)
- I pirati della costa, regia di Domenico Paolella (1960)
- Spade senza bandiera, regia di Carlo Veo (1960)
- Le baccanti, regia di Giorgio Ferroni (1960)
- Ferragosto in bikini, regia di Marino Girolami (1960)
- Capitani di ventura, regia di Angelo Dorigo (1961)
- Il sangue e la sfida, regia di Nick Nostro (1962)
- La marcia su Roma, regia di Dino Risi (1962)
- Il re Manfredi, regia di Piero Regnoli (1962)
- Canzoni in... bikini, regia di Giuseppe Vari (1963)
- La barca sin pescador, regia di Josep Maria Forn (1964)
- Il ribelle di Castelmonte, regia di Vertunnio De Angelis (1964)
- F.B.I. operazione vipera gialla, regia di Alfredo Medori (1965)
- El primer cuartel, regia di Ignacio Iquino (1966)
- 7 pistole per El Gringo (Rio Maldito), regia di Juan Xiol (1966)
- Chinos y minifaldas, regia di Ramon Comas (1967)
- Muori lentamente... te la godi di più (Mister Dynamit – Morgen küßt Euch der Tod), regia di Franz Josef Gottlieb (1967)
- L'assalto al centro nucleare, regia di Mario Caiano (1967)
- Con la morte alle spalle (Con la muerte en la espalda), regia di Alfonso Balcázar (1968)
- Horas proibidas de Juan Xiol (1968)
- Les Aveux les plus doux, regia di Édouard Molinaro (1970)
- ...continuavano a chiamarlo Trinità, regia di Enzo Barboni (1971)
- La casa delle mele mature, regia di Pino Tosini (1971)
- Anche gli angeli mangiano fagioli, regia di Enzo Barboni (1973)
- Il bacio di una morta, regia di Carlo Infascelli (1974)
- Laure, regia di Emmanuelle Arsan e Ovidio G. Assonitis (1975)
- Faccia di spia, regia di Giuseppe Ferrara (1975)
- Stangata napoletana, regia di Vittorio Caprioli (1982)
- Les Trottoirs de Bangkok, regia di Jean Rollin (1984)
- Tutti dentro, regia di Alberto Sordi (1984)
- Ne prends pas les poulets pour des pigeons, regia di Michel Gentil (1985)
- Anemia, regia di Alberto Abruzzese (1986)

### Televisione
- L'eredità della priora, regia di Anton Giulio Majano (1980) - Sceneggiato TV
- Casa Cecilia, regia di Vittorio De Sisti - serie TV,  episodio L'amico della nonna (1982)

## Doppiatori italiani
- Emilio Cigoli in Canzone appassionata, La rivale, Ferragosto in bikini
- Giulio Panicali in Tua per la vita, Rigoletto e la sua tragedia, Trapezio
- Giuseppe Rinaldi in Gli amanti di Toledo
- Gualtiero De Angelis in Giovanni dalle Bande Nere
- Alberto Lupo in La morte viene dallo spazio
- Nando Gazzolo in Caccia al marito
- Paolo Ferrari in Caravan petrol
- Pino Locchi in Il cavaliere dai cento volti
- Daniele Tedeschi in ...continuavano a chiamarlo Trinità
- Gianni Marzocchi in Anche gli angeli mangiano fagioli